# Anita Pearl
Szilvia Kovács (Budapest, 27 de diciembre de 1987), más conocida como Anita Pearl, es una actriz pornográfica y modelo húngara retirada.

## Carrera
Anita Pearl debutó en el cine para adultos en 2007. En 2008 filmó su única película hardcore que también fue una de sus películas más exitosas, titulada Anita Pearl is Fresh On Cock. Pearl apareció en la edición n.º 211 de la revista Private.

## Premios y nominaciones
| Año  | Premio           | Resultado | Categoría                                         | Película                     |
| ---- | ---------------- | --------- | ------------------------------------------------- | ---------------------------- |
| 2009 | Premios Hot d'Or | Nominada  | Mejor estrella joven europea                      | —                            |
| 2010 | Premios AVN      | Nominada  | Artista femenina extranjera del año               | —                            |
| 2010 | Premios AVN      | Nominada  | Mejor escena de sexo de chicas en pareja          | Intimate Contact 2           |
| 2010 | Premios AVN      | Nominada  | Mejor escena de sexo de chicas en trío            | Cindy Hope Is Fresh On Cock  |
| 2010 | Premios AVN      | Nominada  | Mejor escena de sexo en una producción extranjera | Anita Pearl Is Fresh On Cock |
| 2011 | Premios AVN      | Nominada  | Mejor escena de sexo en solitario                 | Teen Models 2                |